# 博尔贾 (卡坦扎罗省)

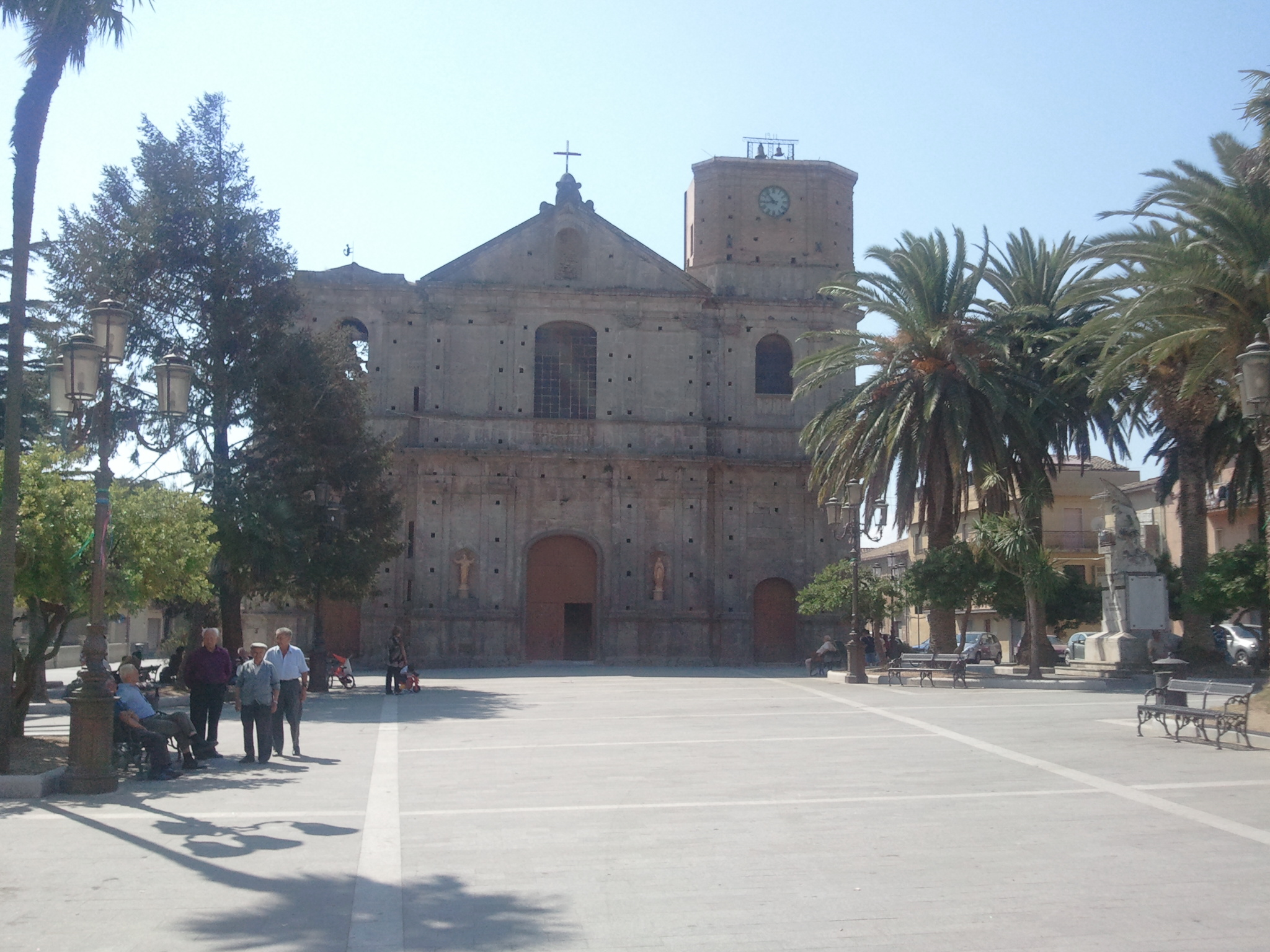
教堂

博尔贾（義大利語：Borgia）是意大利卡拉布里亚大区卡坦扎罗省的市镇。面积为42平方公里，人口数量为7,591人（2013年）。